# Pssst
Pssst est un jeu vidéo d’action développé et publié par Ultimate Play the Game  sur ZX Spectrum en juin 1983. Dans le jeu, le joueur incarne le robot Robbie qui doit protéger sa plante contre les attaques d’insectes, chaque insecte devant être neutralisé avec un insectifuge spécifique. Pssst est le deuxième jeu publié par Ultimate Play the Game après Jetpac. Comme son prédécesseur, il a été programmé par Chris Stamper, ses graphismes ayant été conçus par son frère, Tim Stamper. À sa sortie, il est l’un des rares jeux ZX Spectrum à être disponible au format ROM permettant un chargement du jeu quasi instantané (le chargement de la version standard pouvant prendre plusieurs minutes). À sa sortie, le jeu reçoit un accueil plutôt positif de la presse spécialisée, les critiques saluant notamment ses graphismes et son système de jeu,. En décembre 1983, il est classé quarantième dans le classement des meilleures ventes de logiciels publié par le magazine  Personal Computer Games.